# Kuzköy, Çeltikçi
Kuzköy là một xã thuộc huyện Çeltikçi, tỉnh Burdur, Thổ Nhĩ Kỳ. Dân số thời điểm năm 2010 là 739 người.